# Beaulieu (commune déléguée)
Pour les articles homonymes, voir Beaulieu.
Beaulieu (nivernais Bioleu) est une ancienne commune française située dans le département de la Nièvre, en région Bourgogne-Franche-Comté.
Le 1er janvier 2016, elle acquiert le statut de commune déléguée après sa fusion avec ses voisines Dompierre-sur-Héry et Michaugues au sein de la commune nouvelle de Beaulieu (Nièvre).

## Géographie
Beaulieu a très peu de bois par rapport aux autres communes du canton. Au milieu du XIXe siècle, le préfet Marlière dans un tableau récapitulatif de l'état des bois dans le canton de Brinon indique que la superficie totale des bois est de 9,60 ha, intégralement détenus par des propriétaires privés.
La vigne représentait une part importante de l'activité des habitants avant la crise du phylloxéra. Le coteau planté de vignes qui produisait un vin blanc était de qualité médiocre"selon Delamarre et bon selon Marlière.

## Histoire
Le 1er janvier 2016, les communes de Dompierre-sur-Héry et de Michaugues fusionnent avec Beaulieu pour former la commune nouvelle de Beaulieu.

## Politique et administration
| Période | Période          | Identité                        | Étiquette | Qualité                                                   |
| ------- | ---------------- | ------------------------------- | --------- | --------------------------------------------------------- |
| 2014    | 31 décembre 2015 | Denis Soulier                   |           | Exploitant agricole, devient maire délégué de Beaulieu NC |
| 2004    | 2014             | Henri Gruhier                   |           | Cadre du secteur privé retraité                           |
| 1965    | 2003             | Jean Soulier                    |           | Cultivateur                                               |
| 1964    | 1965             | Lucien Dumarche (intérim)       |           | Cultivateur                                               |
| 1918    | 1964             | Raoul Soulier                   |           | Cultivateur                                               |
| 1884    | 1918             | Léonard Soulier                 |           | Cultivateur                                               |
| 1884    | 1884             | Louis Siramy (intérim)          |           | Cultivateur                                               |
| 1881    | 1884             | Léonard Merle                   |           |                                                           |
| 1876    | 1881             | Pierre Lopinot                  |           | Cultivateur                                               |
| 1874    | 1876             | Jacques Chaufournier            |           |                                                           |
| 1855    | 1874             | Étienne Merle                   |           | Cultivateur                                               |
| 1854    | 1855             | Jean Boule                      |           | Cultivateur                                               |
| 1848    | 1854             | Jacques Chaufournier            |           |                                                           |
| 1841    | 1848             | Romain, Antoine, Joseph Hervieu |           | Ingénieur agronome                                        |
| 1818    | 1840             | Guillaume Poulin                |           | Propriétaire                                              |
| 1790    | 1818             | Louis-Joseph de Saint-Phalle    |           | Marquis                                                   |

| Période          | Période  | Identité      | Étiquette | Qualité             |
| ---------------- | -------- | ------------- | --------- | ------------------- |
| 1er janvier 2016 | En cours | Denis Soulier |           | Exploitant agricole |

## Démographie
L'évolution du nombre d'habitants est connue à travers les recensements de la population effectués dans la commune depuis 1793. À partir du 1er janvier 2009, les populations légales des communes sont publiées annuellement dans le cadre d'un recensement qui repose désormais sur une collecte d'information annuelle, concernant successivement tous les territoires communaux au cours d'une période de cinq ans. 
Pour les communes de moins de 10 000 habitants, une enquête de recensement portant sur toute la population est réalisée tous les cinq ans, les populations légales des années intermédiaires étant quant à elles estimées par interpolation ou extrapolation. Pour la commune, le premier recensement exhaustif entrant dans le cadre du nouveau dispositif a été réalisé en 2008,.
En 2013, la commune comptait 31 habitants, en évolution de −6,06 % par rapport à 200 (Nièvre : −3,01 %, France hors Mayotte : +2,49 %).
| 1793 | 1800 | 1806 | 1821 | 1831 | 1836 | 1841 | 1846 | 1851 |
| ---- | ---- | ---- | ---- | ---- | ---- | ---- | ---- | ---- |
| 232  | 253  | 215  | 222  | 231  | 229  | 213  | 226  | 230  |

| 1856 | 1861 | 1866 | 1872 | 1876 | 1881 | 1886 | 1891 | 1896 |
| ---- | ---- | ---- | ---- | ---- | ---- | ---- | ---- | ---- |
| 238  | 223  | 200  | 196  | 197  | 171  | 169  | 167  | 162  |

| 1901 | 1906 | 1911 | 1921 | 1926 | 1931 | 1936 | 1946 | 1954 |
| ---- | ---- | ---- | ---- | ---- | ---- | ---- | ---- | ---- |
| 153  | 137  | 133  | 117  | 96   | 74   | 65   | 77   | 59   |

| 1962 | 1968 | 1975 | 1982 | 1990 | 1999 | 2008 | 2013 | - |
| ---- | ---- | ---- | ---- | ---- | ---- | ---- | ---- | - |
| 64   | 51   | 51   | 59   | 45   | 44   | 33   | 31   | - |

## Lieux et monuments

### Église Saint-Michel et sa cure
Église du XIIIe siècle, en partie reconstruite au XVIe siècle, les fonts baptismaux sont du XVIe siècle. Adoration des Bergers , huile sur toile signée Marjery du XVIIe siècle. Ouverte le premier samedi et le troisième dimanche de juin à septembre de 13 h à 18 h

### Monument aux morts de la Grande Guerre

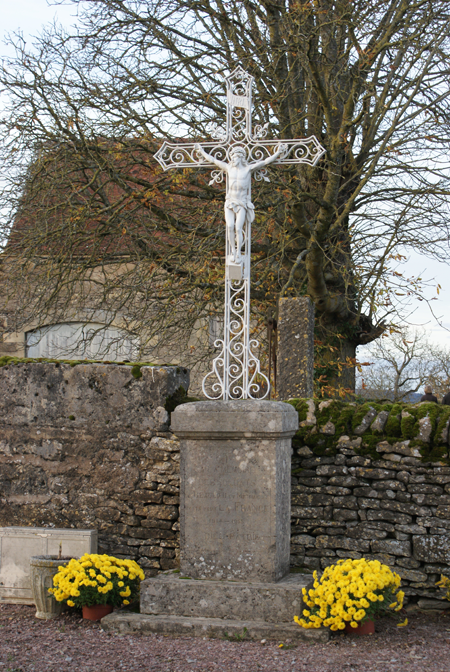
Monument aux morts de la Grande Guerre des communes de Beaulieu et Michaugues

Les communes de Beaulieu et de Michaugues n'ont pas de monument aux morts civil. Elles entretiennent donc un monument aux morts érigé par une souscription paroissiale et surmonté d'une croix. Les noms des soldats morts pour la France durant la guerre 1914-1918 sont gravés sur une plaque de marbre fixée à l'intérieur de l’église Saint-Michel.
Les soldats morts pour la France des communes de Beaulieu et Michaugues sont :
- François Goby, (25 aout 1914 à Hoéville) (Meurthe-et-Moselle)
- Émile, Marie, Léon Siramy (204e Régiment d'infanterie) (16 septembre 1914 à Cuffies (Aisne))
- Philibert-Jean Amiot (18 septembre 1914 à Chatillon-sur-Seine (Côte d'Or))
- Pierre Mitton (1er octobre 1914 à Apremont-Bois-Jura (Meuse)) « Soldat brave et dévoué. Mort glorieusement pour la France le 1er octobre 1914 en forêt d’Apremont. Croix de guerre avec étoile de bronze »
- Marcel, Albert Lemaur (15 novembre 1914 à Commercy (Meuse))
- Adrien, Germain Pautigny (caporal) (18 décembre 1914 à Apremont-Bois-Brûlé (Meuse)) « Brave caporal, est mort glorieusement pour la France le 18 décembre 1914 au Bois Brûlé en faisant vaillamment son devoir. Croix de guerre avec étoile de bronze »
- Maxime, Gabriel Breugnon (9 mars 1915 à [[Pont-à-Mousson (Meurthe-et-Moselle))
- Charles Chaufournier (30 avril 1915 à Sevron-Melzicourt]] (Marne))
- Auguste Fillod (25 septembre 1915 à Saint-Thomas-en-Argonne (Marne))
- Henri, Auguste Dehaye (5 janvier 1916 à Bernécourt (Meurthe-et-Moselle))
- Jean-Baptiste, Albert Rignault (caporal) (17 décembre 1916 à Vaux Regnier (Meuse))
- Joseph Rignault (16 mai 1917 au sud de Corbeny (Aisne))
- Léon, Léonard Bailon (18 septembre 1917 à la Côte 304 à Verdun (Meuse))
- Jean-Marie Danteur (sergent) (4 décembre 1917 à Verdun (Meuse))
- Léopold, Joseph Six (17 septembre 1918 à Saconin-et-Breuil (Aisne))
- Gustave Rosenfit (29 août 1918 à Noyon (Oise))
- Fernand, Marie-Joseph Lopinot (20 janvier 1919 à Versailles (Seine-et-Oise))

## Personnalités liées à la commune

### Romain, Antoine, Joseph Hervieu, agronome
Élève de l'Institution royale agronomique de Grignon, il apporta dans le canton de nouvelles techniques agraires (soin des prairies artificielles, enrichissement des prés, augmentation des cultures fourragères), ainsi  que des perfectionnements techniques (outils, irrigation, ...).
Il s'installe en 1801 dans le domaine de Reugny (Dompierre-sur-Héry) et est le premier à cultiver en grand les prairies artificielles dans le canton. Les cultivateurs de la région avait l'habitude de laisser en jachère un tiers des terres dans un repos absolu sans même y emblaver des légumes. L'introduction de cette pratique a permis d'améliorer le fourrage et de développer l'élevage des diverses espèces de bestiaux dans la région.
Il est le premier à introduire le colza et la culture de la navette, afin d'établir une huilerie perfectionnée. Il a élaboré et perfectionné divers instruments aratoires dont un étaupinoir d'un genre tout à fait nouveau, et également des claies roulantes. Ces dernières présentent trois avantages : empêcher les bestiaux de commettre des dégâts, les préserver de la voracité des loups, et tirer parti du pacage du gros bétail par l'amendement des prés. Il a aussi améliorer la manière de soigner les haies ou clôtures vives.
Il se spécialise dans l'élevage et l'engraissement de bovins dans sa ferme de Reugny. Il obtient en 1831, une médaille d'or pour avoir tracé autant de sillons avec deux bœufs de son élevage, tirant au collier une charrue simple, que les meilleurs attelages de chevaux.
Lors des comices agricoles, il obtient de nombreux prix :
- Médaille d'argent « pour l'ensemble de culture le mieux soigné et le plus productif » et pour « la nourriture à l'étable et au vert » (1841).
- Médaille d'argent à Lormes « pour le plus beau troupeau de vaches, génisses et taureaux appartenant au même propriétaire » (1843).
- Médaille d'or « pour le plus beau troupeau de vaches, génisses et taureaux » (1845, 1846 avec la mention très honorable pour un superbe taureau).

Il obtient parallèlement de nombreux prix au concours de Poissy au cours des années 1840 pour ses bœufs classés comme les plus parfaits de forme et de conformation. Il travaille au croisement de la race charolaise avec des taureaux anglais de race Durham dès 1842 et emporte de nombreuses récompenses. Toutefois, la race anglo-charolaise malgré les premiers succès du croisement tend à disparaître dans la région au profit du maintien et du perfectionnement de la race charolaise dans la Nièvre.
Il fut maire de Beaulieu de 1841 à 1848.